# Кубок Угорщини з футболу 1922—1923
Кубок Угорщини з футболу 1922—1923 — 7-й розіграш турніру. Столичний клуб МТК зробив «дубль», вигравши у тому сезоні кубок і чемпіонат. У кубку для клубу це була п'ята перемога.

## Чвертьфінали
| Переможці     | Рахунок | Переможені       |
| ------------- | ------- | ---------------- |
| «Ференцварош» | 3:2     | Керюлеті         |
| «Тереквеш»    | 3:0     | «Кечкеметі»      |
| «Уйпешт»      | 1:0     | «Вашаш»          |
| МТК           | 4:0     | «Сегеді Вашуташ» |

## Півфінали
| Переможці | Рахунок | Переможені    |
| --------- | ------- | ------------- |
| «МТК»     | 3:1     | «Ференцварош» |
| «Уйпешт»  | 1:0     | «Тереквеш»    |

## Матч за третє місце
| Переможці     | Рахунок | Переможені |
| ------------- | ------- | ---------- |
| «Ференцварош» | 3:2     | «Тереквеш» |

## Фінал
| 17 червня 1923 |

| МТК                               | 4 — 1 | «Уйпешт ТЕ» |
| --------------------------------- | ----- | ----------- |
| 14' Опата 14' 38' Шіклоші 74' Орт |       | 81' Паулус  |

| Улльої-уті, Будапешт Глядачів: 7000 |

| МТК          |                 |
|              |                 |
| ВР           | Ференц Кропачек |
| ЗХ           | Дьюла Манді     |
| ЗХ           | Імре Шенкей     |
| ПЗ           | Вільмош Кертес  |
| ПЗ           | Генрік Надлер   |
| ПЗ           | Ференц Ньюль    |
| НП           | Йожеф Браун     |
| НП           | Дьордь Мольнар  |
| НП           | Золтан Опата    |
| НП           | Анталь Шіклоші  |
| НП           | Дьордь Орт      |
| Тренер:      |                 |
| Анталь Фронц |                 |

| Уйпешт      |                  |
|             |                  |
| ВР          | Імре Ремете      |
| ЗХ          | Карой Фогль      |
| ЗХ          | Йожеф Фогль      |
| ПЗ          | Ференц Келеченьї |
| ПЗ          | Бела Баубах      |
| ПЗ          | Дежьо Кірай      |
| НП          | Нандор Паулус    |
| НП          | Лайош Блучон     |
| НП          | Іштван Прібой    |
| НП          | Йожеф Шаллер     |
| НП          | Реже Сідон       |
| Тренер:     |                  |
| Еден Голітш |                  |